# 2010年夏季青年奧林匹克運動會籃球比賽
2010年夏季青年奧林匹克運動會籃球比賽於8月15日至8月23日在新加坡的scape青年公園舉辦，分為男子組和女子組各20隊，共產生2面金牌。一組裡面又各分為A、B、C、D四小組，一小組各五支球隊。與一般籃球比賽不同的是，本屆籃球比賽是採用FIBA3對3制。

## 各項成績
| 項目         | 金牌     | 银牌     | 铜牌 |
| 男子（詳細） | 塞尔维亚 | 克罗地亚 | 希腊 |
| 女子（詳細） | 中国     |          | 美国 |